# WCHL 1921/22
Die Saison 1921/22 war die erste reguläre Saison der Western Canada Hockey League (WCHL). Meister wurden die Regina Capitals.

## Modus
In der regulären Saison absolvierten die vier Mannschaften jeweils 24 Spiele. Die beiden Erstplatzierten trafen in den Playoffs in Hin- und Rückspiel aufeinander, wobei die Mannschaft mit dem besseren Torverhältnis aus beiden Spielen den Meistertitel erhielt. Für einen Sieg erhielt jede Mannschaft zwei Punkte, bei einem Unentschieden einen Punkt und bei einer Niederlage null Punkte.

## Saisonverlauf
In der neu gegründeten WCHL entwickelte sich in ihrer Premierenspielzeit von Beginn an ein knappes Duell um den ersten Platz der regulären Saison zwischen den Mannschaften aus Edmonton, Regina und Calgary, die am Saisonende allesamt nur zwei Punkte voneinander entfernt waren. Einzig die Saskatoon Crescents konnten nicht mit den anderen Mannschaften hinhalten und beendeten die Spielzeit in Moose Jaw, wo sie ab dem 3. Februar 1922 weiterhin als Crescents spielten. In der Playoff-Serie um den Meistertitel unterlagen die Edmonton Eskimos den Regina Capitals knapp mit 2:3 Toren (1:1/1:2) und zogen in die Stanley Cup Challenge ein.

## Reguläre Saison

### Tabelle
Abkürzungen: GP = Spiele, W = Siege, L = Niederlagen, T = Unentschieden, GF = Erzielte Tore, GA = Gegentore, Pts = Punkte
|                               | GP | W  | L  | T | GF  | GA  | Pts |
| ----------------------------- | -- | -- | -- | - | --- | --- | --- |
| Edmonton Eskimos              | 24 | 15 | 9  | 0 | 117 | 76  | 30  |
| Regina Capitals               | 24 | 14 | 10 | 0 | 94  | 78  | 28  |
| Calgary Tigers                | 24 | 14 | 10 | 0 | 75  | 62  | 28  |
| Saskatoon/Moose Jaw Crescents | 24 | 5  | 19 | 0 | 67  | 137 | 10  |

## Playoffs
- Regina Capitals – Edmonton Eskimos 1:1/2:1

## Stanley Cup Challenge
Der WCHL-Meister Regina Capitals musste zunächst in einer Qualifikation gegen den Meister der Pacific Coast Hockey Association antreten. Dort unterlagen die Regina Capitals den Vancouver Millionaires, die anschließend jedoch selbst den Toronto St. Patricks aus der National Hockey League in einer Best-of-Five-Serie mit 2:3 Siegen unterlagen.